# Кравцов, Евгений Дмитриевич
Евгений Дмитриевич Кравцов (род. 1960) — советский и украинский актёр и режиссёр, Заслуженный артист Украины (2005).. Народный артист ЛНР (2019).

## Биография
Родился 24 мая 1960 года в городе Каменск-Шахтинский Ростовской области.
Окончил городскую среднюю школу № 7. В 1981 году закончил Московский государственный институт культуры (Тамбовский филиал) и с этого же года начал работать в Луганском академическом русском драматическом театр имени П. Луспекаева. Одна из первых его больших ролей на театральной сцене — Олег в спектакле «Игра на клавесине» Я. Стельмаха, принесла актёру в 1984 году победу на межобластном смотре творческой молодежи. В 2011 году сыграл эпизодическую роль в художественном фильме «В субботу» (англ. Innocent Saturday, Германия, Россия, Украина).
Сегодня в репертуаре одного из ведущих мастеров Луганского академического областного русского драматического театра Евгения Кравцова — более 100 разноплановых ролей. 24 мая 2015 года на сцене театра состоялся творческий вечер в честь его 55-летия.

## Награды
- В 2005 году получил почетное звание «Заслуженный артист Украины».
- Награждён медалью «За заслуги перед Луганщиною» III степени (2010 год) и Почетным знаком Министерства культуры и туризма Украины «За достижения в развитии культуры и искусств» (2010 год).
- Также был награждён Грамотой Министерства культуры Луганской Народной Республики (2015 год), Нагрудным знаком Федерации профсоюзов Луганской Народной Республики «Профсоюзная доблесть» (2015 год) и Почетной грамотой Главы Луганской Народной Республики (2016 год).
- В 2017 году награждён медалью «За верность долгу» (№ 0071).
- В 2019 году Евгению Кравцову присвоено звание Народного артиста ЛНР.[3]